# Crateritheca zelandica
Crateritheca zelandica är en nässeldjursart som först beskrevs av Gray 1843.  Crateritheca zelandica ingår i släktet Crateritheca och familjen Sertulariidae. Inga underarter finns listade i Catalogue of Life.